# Lac Chesuncook
Le lac Chesuncook (Chesuncook lake) est un lac de barrage situé dans le comté de Piscataquis (Maine, États-Unis). Le lac est le résultat de la construction du barrage Ripogenus sur la branche ouest du fleuve Penobscot entre 1903 et 1916. Le lac fait environ 35 km de long et entre 2 et 6 km de large. Sa superficie est de 101,91 km2, ce qui en fait la troisième plus vaste étendue d'eau douce dans le Maine (après le lac de Moosehead et le lac Sebago).
Le lac est divisé en 3 sections : la principale est aussi appelée lac Chesuncook, une autre, lac Caribou (Caribou lake) et la troisième, lac Ripogenus (Ripogenus lake).

## Présence dans la littérature
Le lac Chesuncook apparaît à plusieurs reprises dans la littérature. Henry David Thoreau visite le lac en 1853 et fait mention de cette visite dans Les Forêts du Maine (The Maine Woods). Dans une nouvelle de Howard Philips Lovecraft, Le Monstre sur le seuil (The Thing on the Doorstep), écrite en 1933, le héros va chercher son ami dans le village de Chesuncook, qui est situé sur la rive du lac. Le lac est le lieu d'un échange de drogues dans Le Premier Fulgur (First Lensman) d'Edward Elmer Smith. En 1957, le dessinateur Jijé fait apparaître le lac Chesuncook au début de L'Affaire Barnes, épisode de la série Valhardi.